# Klemucov graben
Klemucov graben je potok, ki izvira na severnem pobočju gore Vitranc (1637 m) nad Kranjsko Goro in se v bližini vasi Podkoren kot desni pritok izliva v Savo Dolinko. Zahodno od smučišča Podkoren so na potoku Klemuški slapovi.